# Passiflora penduliflora
Passiflora penduliflora Bertero ex DC. – gatunek rośliny z rodziny męczennicowatych (Passifloraceae Juss. ex Kunth in Humb.). Występuje endemicznie na Jamajce oraz wschodniej części Kuby. 

## Morfologia
PokrójZdrewniałe, trwałe, nagie liany.
LiściePotrójnie klapowane, rozwarte u podstawy. Mają 4–7,5 cm długości oraz 2,5–8 cm szerokości. Całobrzegie, z ostrym wierzchołkiem. Ogonek liściowy jest nagi i ma długość 5–20 mm. Przylistki są szczeciniaste o długości 3–4 mm.
KwiatyPojedyncze lub zebrane w pary. Działki kielicha są podłużnie owalne, zielonkawo-białe, mają 1,5–2 cm długości. Płatki są podłużnie lancetowate, zielonkawe, mają 1,7–2,4 cm długości. Przykoronek ułożony jest w jednym rzędzie, zielono-żółty, ma 2–5 mm długości.
OwoceSą jajowatego kształtu. Mają 1–1,5 cm długości.